# 威利斯顿 (佛罗里达州)
威利斯顿（英語：Williston），是美国佛罗里达州李維縣下属的一座城市。建立于1929年。面积约为15.7平方公里（约合6.1平方英里）。根据2010年美国人口普查，该市有人口2,768人。论人口在本州排行第258。